# Daniel Innerarity
Daniel Innerarity Grau (Bilbao, 1959) è un filosofo, saggista e giornalista spagnolo di origine basca.

## Biografia
È nato nel 1959 a Bilbao. È professore di filosofia politica e sociale e ricercatore nel programma Ikerbasque presso l'Università dei Paesi Baschi, professore ospite del corso "Intelligenza artificiale e democrazia" presso l'Istituto universitario europeo di Firenze e direttore di Globernance, un ente che si occupa di governanza democratica.
Nella sua carriera ha lavorato come professore ospite e come ricercatore in diverse università europee ed americane, fra le quali la Maison des Sciences de l'Homme e la Sorbona a Parigi, la Scuola di economia e scienza politica di Londra, l'Università di Georgetown e la Società Max Planck a Heidelberg.
In veste di giornalista, collabora regolarmente con i quotidiani spagnoli El País, El Correo, El Diario Vasco e La Vanguardia.
Su proposta del Senato di Spagna è stato nominato membro del "Consiglio di coordinamento universitario". È membro corrispondente dell'Academia de la Latinidad e dell'Accademia europea delle scienze e delle arti, con sede a Salisburgo.

## Riconoscimenti
Nel 2005 la rivista francese L'Obs l'ha incluso in un elenco dei 25 più grandi pensatori del mondo.

## Pubblicazioni
- Praxis e intersubjetividad. La teoría crítica de J. Habermas, Pamplona, 1985[2]
- Hegel y el romanticismo, Tecnos, Madrid 1993
- La filosofía como una de las bellas artes, Ariel, Barcellona, 1995
- Ética de la hospitalidad, Península, Barcellona, 2001
- La transformación de la política, Península, Barcelona, 2002
- La sociedad invisible, Espasa, Madrid, 2004 (versione italiana: La società invisible, Meltemi, Roma, 2006)
- El nuevo espacio público, Espasa, Madrid, 2006 (Il nuevo spazio publico, Meltemi, Roma, 2008)
- Le futur et ses ennemies, Flammarion-Climats, Parigi, 2008. (Il futuro e i suoi nemici, Mimesis, Milano, 2012).
- La democracia del conocimiento, Paidós, Barcellona, 2011
- La humanidad amenazada: gobernar los riesgos globales con Javier Solana, Paidós, Barcellona, 2011
- Penser le temps politique. Entretiens philosophiques à contretemps avec Daniel Innerarity di Dominic Desroches, Presses de l'Université Laval, Québec, 2011.
- La política en tiempos de indignación, Galaxia-Gutenberg, Barcellona, 2015[3]
- Un mundo de todos y de nadie: piratas, riesgos y redes en el nuevo desorden global, Planeta, Barcellona, 2013[4] (Un mondo de tutti e nessuno, Inschibboleth, Roma, 2016)
- La democracia en Europa, Galaxia-Gutenberg, Barcellona, 2017
- Política para perplejos, Galaxia-Gutenberg, Barcellona, 2018
- Comprender la democracia, Gedisa, Barcellona 2018
- Una teoría de la democracia compleja. Gobernar en el siglo XXI, Galaxia-Gutenberg, Barcellona, 2020[5] (Una teoria della democrazia complessa. Governare nel 21º secolo, Castelvechi, 2022)
- Pandemocracia. Una filosofía de la crisis del coronavirus, Galaxia-Gutenberg, Barcellona, 2020[6]
- La sociedad del desconocimiento, Galaxia-Gutenberg, Barcellona, 2022
- La libertad democrática, Galaxia-Gutenberg, Barcellona, 2023